# جرارد لو هو
جرارد لو هو (انگلیسی: Gerard le Heux; ۷ مهٔ ۱۸۸۵ – ۸ ژوئن ۱۹۷۳) اهل پادشاهی هلند بود.